# Dyschiriognatha bedoti
Espèce
Dyschiriognatha bedoti est une espèce d'araignées aranéomorphes de la famille des Tetragnathidae.

## Distribution
Cette espèce est endémique de Bornéo.

## Description
La femelle holotype mesure 2 mm.

## Étymologie
Cette espèce est nommée en l'honneur de Maurice Bedot.

## Publication originale
- Simon, 1893 : Arachnides de l'archipel Malais. Revue Suisse de Zoologie, vol. 1, p. 319-328 (texte intégral).